# 胡安·索马维亚
胡安·索馬維亞（西班牙語：Juan Somavía，1941年4月11日—），是國際勞工組織（ILO）前總幹事。1998年3月23日他當選為第九屆國際勞工組織的總幹事，於1999年3月4日開始其首個任期，成為該組織首位來自南半球的總幹事，並於2003年3月和2008年11月獲得兩次連任。2013年11月7日，他被任命為聯合國秘書長潘基文在國際政策合作方面的特別顧問。

## 早年生涯與教育
索馬維亞生於1941年4月21日，他的早期教育在智利、荷蘭、比利時、美國和厄瓜多爾舉行。1958年，他回到他的國家並在智利天主教大學讀法律。在畢業後的1962年，他在法律和經濟學的學校巴黎大學持續深造經濟發展。索馬維亞分別由都靈大學於2001年11月在政治學上授予拉瑞爾榮譽學位與由巴黎大學我先賢祠-索邦於2003年5月授予了名譽博士學位。
從1967年到1968年，他曾當過日內瓦關貿總協定經濟和社會問題的貿易政策課程講師。1971年，他成為智利天主教大學研究國際經濟和社會事務政治科學系教授，致力於國際勞工組織及其三方結構在國際合作和解決衝突的案例。1976年至1990年，他是拉丁美洲跨國研究所（ILET）的創始人、執行董事和研究總裁，在此期間，他在墨西哥城和聖地牙哥進行了一些關於工會和社會運動的研究。從1996年到1999年，索馬維亞先生是聯合國研究翁發林社會發展局（社發所）的主席。
作為一名職業律師，胡安·索馬維亞在國內和國際事務上有著長期和傑出的經歷。作為外交官和學者，他在公共生活領域以及參與社會發展、商業和市民組織的廣泛經歷幫助他形成保障全球男女體面勞動所需的視野。
索馬維亞已涉及商業、金融和民間社會組織多年。作為智利與阿根廷間的商會執行秘書，他加強了兩國企業界之間的聯繫。從1976-1982，索馬維亞先生是第三世界論壇，非洲、亞洲、拉丁美洲和加勒比地區社會行動者網絡的協調員。他也是拉丁美洲第三世界新聞機構的董事會其中一員並擔任副社長一職，國際新聞社總部設在羅馬（1976年至1989年）。加上諾貝爾經濟學獎得主加夫列爾·加西亞·馬爾克斯，索馬維亞代表拉美作為麥克布賴德委員會國際通信（1980-82）的會員。最後，他擔任議員全球行動的聯合國委員會主席。
胡安·索馬維亞一直在發展合作及經濟和社會事務有著強烈興趣。在20世紀60年代末，在關貿總協定工作的同時，他推動發展中國家在“甘迺迪回合”的參與。從1970年到1973年，索馬維亞先生擔任委員，安第斯開發公司在加拉加斯的董事會主席，並促進利於區域一體化的深入合作。他在瑞士尼翁也是國際發展基金會的成員，從1977年的執行委員會的成員到1995年發展對話諮詢委員會（達格·哈馬舍爾德基金會在瑞典出版）超過25年。他在聯合國擔任大使期間，提議並主持的世界社會發展首腦會議在哥本哈根組織1995年3月出席會議的120多名國家元首和政府。這是第一次嘗試，國際社會帶來的“人民綱領”（就業，貧窮和社會融合）成為全球決策和開闢了道路的千年發展目標的批准若干年後。胡安·索馬維亞制定了關於從南美的邊界糾紛安全問題的方案，他對幫助制定聯合國安理會的全球安全問題議程中人的安全觀念具備很強的專業知識。

### 曾任政府職務
胡安·索馬維亞在政府還承擔了重要的政府責任。其中：1968年至1970年擔任大使，智利外長和包括負責多邊問題的對經濟和社會事務高級顧問；1970-73年擔任智利拉丁美洲自由貿易協會執行秘書; 安第斯集團智利大使、會員和安第斯集團的理事會主席。
胡安·索馬維亞的職業生涯多方面推動了社會正義，和平，人權和民主的強烈關注。後流亡10年（1974年至1983年），他回到家鄉，並在智利積極參與恢復民主運動。他是民主黨聯盟在智利國際委員會（1983-1990），也是方正總裁和南美和平委員會秘書長（1986-1990）。
胡安·索馬維亞已涉及商業，金融和民間社會組織多年。作為智利，阿根廷商會執行秘書，他在加強兩國企業界之間的聯繫。從1976年到1982年，胡安·索馬維亞是第三世界論壇，非洲，亞洲，拉丁美洲和加勒比地區的社會行動者網路的協調員。他也是設在羅馬的董事會和副總統第三世界通訊社拉美，Interpress服務（1976-1982）的一員。加上加夫列爾·加西亞·馬爾克斯（諾貝爾經濟學獎得主），索馬維亞先生代表拉美麥克布賴德委員會國際通信在（1980-1982年）的成員。最後，他曾擔任議員的全球行動的聯合國委員會主席。

### 曾在聯合國的重要職位
- 1990〜1999年索馬維亞先生是智利聯合國在紐約的大使，代表智利的新當選的民主政府。
- 1993-95：世界社會發展首腦會議，哥本哈根在1995年籌備委員會主席;
- 1993-94，1998-99：聯合國經濟和社會理事會主席;
- 1996-97：智利在聯合國安理會上，包括安理會1996年4月和1997年10月總統的代表;
- 1991-92：聯合國經濟和社會理事會的社會委員會主席;
- 1990-91：聯合國第三委員會社會，人道主義和文化事務委員會主席。

索馬維亞積極參與智利的民主恢復。他不僅是在智利民主黨聯盟的國際委員會主席，還是南美和平委員會（1986-1990）的創辦人和秘書長。為了他對和平與人權的貢獻，他被拉丁美洲人權協會授予“Leonides Proano和平獎” 。

## 任期內動向
他的第一個五年任期開始於1999年3月4日，成為該組織首位來自代表南半球的總幹事。2003年3月獲得第二個五年任期的連任，2008年11月再次連任。
自1999年上任以來，索馬維亞接受了全球經濟日新月異帶給國際勞工組織的挑戰。1999年，他向國際勞工大會提交了尊嚴勞動議程，隨後由理事會和大會批准。
勞工局已經圍繞尊嚴勞動議程中的四個戰略目標進行了重組， 使其能夠確定目標和指標，控制進程並提供問責制的基礎。這四個戰略目標是：創造就業，工作中權力，社會保障和社會對話。
2008年6月，國際勞工會議通過了爭取全球公平化的社會正義宣言。它重新塑造了ILO面對21世紀通過尊嚴勞動議程的全球化挑戰。
有了國家元首及勞動部長、雇主和勞工代表們，以及2009年全球就業高峰會的領導人們的強力支持，國際勞工組織通過了全球就業契約，意旨在刺激經濟復甦、創造就業機會，以及為勞工及其家人提供保障。該就葉契約也因此再匹茲堡高峰會受到G20的領袖歡迎。在匹茲堡高峰會上，國際勞工組織總幹事──胡安˙索馬維亞被邀請發表一項關於政策、就業前景及社會保護的報告。在他的領導下，國際勞工組織被邀請參加隨後的G20峰會。
從2009到2012年，索馬維亞使國際勞工組織成為了對危機應對的國際政策辯論的重要角色。若要總結他在國際勞工組織的任務，他說，這是在面臨改變與危機時，關於遠見、領導力、建立共識以及價值觀的行動。
到2012年9月為止，索馬維亞已經擔任臨時委員會──也就是後來國際貨幣組織的貨幣與金融委員會，負責處理全球貨幣與金融問題──的成員整整13年。2010年11月，國際勞工組織與國際貨幣組織聯合舉辦了一場史無前例的會議，會議內容包含金融及經濟危機的就業含意，其也贊同國際勞工組織的就業契約。在他的任期內，他一直積極參與在日內瓦舉行的世界經濟論壇及在達沃斯舉行的年度盛會。他也參與了在阿雷格裏港與孟買舉辦的世界社會論壇的初步會議。

## 獲得榮譽
- 拉丁美洲人權協會LeonidesProaño和平獎
- InterPress服務國際成就獎
- 國際和平獎金鴿
- 因“體面勞動願景和維護工人的權利和自由”而授予的SOLIDAR銀玫瑰獎
- 因“實現千年發展目標（MDGs）和促進社會發展的工作”而授予的紐約千年發展目標獎委員會終身成就獎。

## 外部連結
- 總幹事辦公室 （页面存档备份，存于）
- 國際勞工組織的主頁 （页面存档备份，存于）
- 國際勞工大會主頁 （页面存档备份，存于）
- 國際勞工組織胡安索馬維亞主頁 （页面存档备份，存于）